# San Martín de Valderaduey
San Martín de Valderaduey község Spanyolországban,  Zamora tartományban. San Martín de Valderaduey Villárdiga, Villalpando, Cañizo és Villafáfila községekkel határos. Lakosainak száma 45 fő (2024).

## Népesség
A település népessége az utóbbi években az alábbiak szerint változott:
| Lakosok száma | 94   | 86   | 84   | 84   | 79   | 72   | 57   | 53   | 57   | 45   |
|               | 2001 | 2004 | 2007 | 2009 | 2012 | 2014 | 2017 | 2019 | 2022 | 2024 |